# BiVi福岡
BiVi福岡（ビビふくおか）は、福岡県福岡市中央区渡辺通4丁目にある大型商業施設である。九州最大の繁華街である天神のやや南側に離れて位置する。

## 概要
2004年9月23日にオープンした。8階建ての商業棟と6階建ての駐車場棟の2棟から構成され、敷地面積7,043m2、延床面積37,916m2。当ビルの敷地はかつてRKB毎日放送本社があった場所で、これと関連して当初のビル名称は「RKB渡辺通ビル」であった。
オープン当初は2フロアのベスト電器テナント「B-STA天神」や上層の飲食店街などがあった。その後テナントが入れ替わり、また2006年には建物の所有がRKBからテナント管理を行なっていた大和ハウスグループの大和工商リース（現:大和リース）に移る。
2007年の時点では、正式オープンに先立って営業していたコナミスポーツクラブをはじめ、インテリア、宝飾、ランジェリー、飲食、カルチャーセンター、結婚情報サービス、保育所、エステティック、歯科、賃貸斡旋、ペットショップ、ショールームなどのテナントが入居。2016年現在では「家具=BiVi」をテーマにし、9のインテリアショップが入居している。
フロアの一部はオフィスとしても利用される。オフィススペースには、ジャパネットたかたのコールセンター、総合顧客コンタクト本部などがある。
商業棟屋上40mには12m×7mサイズの大型映像ビジョン「BiViスクリーン」がある。映像提供元はRKB毎日放送で、開業当時に現役であったRKBの旧ロゴが未だに付けられている。RKB自主制作の60分テレビ番組をリピートし、その合間に15秒ないし30秒のCMを入れる。タダイマ!の18時台のニュースなども放送されており、音声は渡辺通4丁目交差点付近で流れている。

## 交通アクセス
- 西鉄福岡（天神）駅、地下鉄七隈線天神南駅から徒歩約5分
- 地下鉄七隈線渡辺通駅から徒歩約3分